# مارلين رويسر
مارلين رويسر (و. 1991  م) هي دراجة سويسرية،  شاركت في سباق الزمن للسيدات في بطولة العالم لسباق الدراجات على الطريق 2017،  وفازت بميدالية فضية في سباق الزمن في بطولة العالم لسباق الدراجات على الطريق 2020 التي أقيمت في إيمولا. 

## التصنيف
| السنة     | 2017 | 2018 | 2019 | 2020 | 2021 | 2022 | 2023 | 2024 |
| --------- | ---- | ---- | ---- | ---- | ---- | ---- | ---- | ---- |
| تصنيف UCI | 342  | 188  | 26   | 20   | 6    | 28   | 3    | 105  |
| العالم    | -    | -    | 200  | 49   | 8    | 46   | 4    | 100  |
|           |      |      |      |      |      |      |      |      |
| مصدر: UCI |      |      |      |      |      |      |      |      |

## سجل الفوز

### سباقات أو مراحل فازت بها
| التاريخ        | السباق                                                            | المركز                                                                |
| -------------- | ----------------------------------------------------------------- | --------------------------------------------------------------------- |
| 22 يونيو 2017  | سباق الطريق ضد الساعة للسيدات في بطولة سويسرا لسباق الدراجات 2017 |                                                                       |
| 24 يونيو 2017  | سباق الطريق للسيدات في بطولة سويسرا لسباق الدراجات 2017           |                                                                       |
| 09 سبتمبر 2018 | 2018 Chrono Champenois-Trophée Européen                           | الرابع في التصنيف العام                                               |
| 14 أكتوبر 2018 | 2018 Chrono des Nations (women's race)                            | العاشر في التصنيف العام                                               |
| 07 يونيو 2019  | Ljubljana-Domžale-Ljubljana TT 2019                               |                                                                       |
| 25 يونيو 2019  | Contre-la-montre féminin aux Jeux européens 2019                  |                                                                       |
| 26 يونيو 2019  | سباق الطريق ضد الساعة للسيدات في بطولة سويسرا لسباق الدراجات 2019 |                                                                       |
| 30 يونيو 2019  | سباق الطريق للسيدات في بطولة سويسرا لسباق الدراجات 2019           |                                                                       |
| 21 يوليو 2019  | 2019 BeNe Ladies Tour                                             | الثالث في التصنيف العام                                               |
| 08 سبتمبر 2019 | 2019 Chrono Champenois–Trophée Européen                           | الثالث في التصنيف العام                                               |
| 24 سبتمبر 2019 | سباق الزمن للسيدات في بطولة العالم 2019                           | السادس في التصنيف العام                                               |
| 12 يوليو 2020  | سباق الطريق ضد الساعة للسيدات في بطولة سويسرا 2020                |                                                                       |
| 16 يونيو 2021  | سباق الطريق ضد الساعة للسيدات في بطولة سويسرا 2021                |                                                                       |
| 20 يونيو 2021  | سباق الطريق للسيدات في بطولة سويسرا 2021                          |                                                                       |
| 09 سبتمبر 2021 | سباق الزمن لنخبة السيدات - بطولة أوروبا للدراجات 2021             | الأول في التصنيف العام                                                |
| 17 أكتوبر 2021 | 2021 Chrono des Nations (women's race)                            | الأول في التصنيف العام                                                |
| 17 أغسطس 2022  | سباق الزمن لنخبة السيدات في بطولة أوروبا 2022                     | الأول في التصنيف العام                                                |
| 26 مارس 2023   | غنت-وفلجم للسيدات 2023                                            | الأول في التصنيف العام                                                |
| 14 مايو 2023   | دونوستيا سان سيباستيان كلاسيكوا للسيدات 2023                      | الأول في التصنيف العام، الأول في تصنيف النقاط، الثامن في تصنيف الجبال |
| 20 يونيو 2023  | تور دي سويس للسيدات 2023                                          | الأول في التصنيف العام، الأول في تصنيف النقاط، السابع في تصنيف الجبال |
| 25 يونيو 2023  | 2023 Switzerland National Road Cycling Championships - Women RR   |                                                                       |
| 20 سبتمبر 2023 | سباق الزمن لنخبة السيدات في بطولة أوروبا 2023                     | الأول في التصنيف العام                                                |
| 18 فبراير 2024 | سيتمانا فالنسيا 2024                                              | الأول في التصنيف العام، السادس في تصنيف الجبال                        |
| 26 يناير 2025  | 2025 Trofeo Palma Feminina                                        |                                                                       |
| 16 فبراير 2025 | Semaine cycliste valencienne 2025                                 |                                                                       |